# باريسفيل (كيبك)
باريسفيل (بالإنجليزية: Parisville, Quebec)‏ هي بلدية محلية في كيبيك تقع في كندا في Bécancour Regional County Municipality. يقدر عدد سكانها بـ 528 نسمة ومساحتها 35.90 كم2 .